# Pimen Georgescu
Pimen Georgescu (pe numele de mirean Petru Georgescu; n. 24 octombrie 1853, Provița de Sus, județul Prahova – d. 12 noiembrie 1934, București) a fost Mitropolit al Moldovei între anii 1909-1934. De asemenea, el a fost și un remarcabil cărturar român, membru de onoare al Academiei Române (din 1918).